# Palais de justice

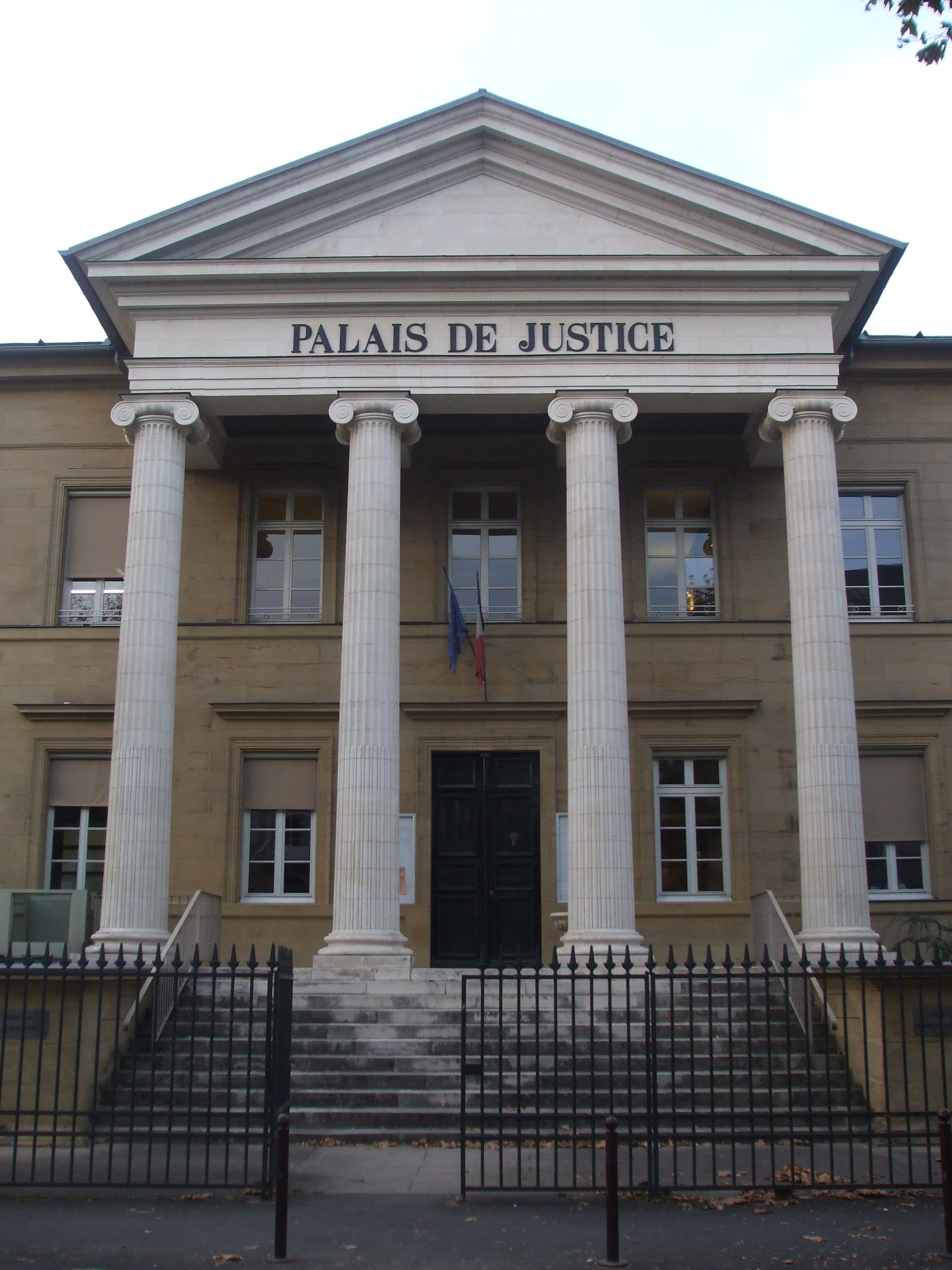
Palais de justice de Brive-la-Gaillarde, en France.

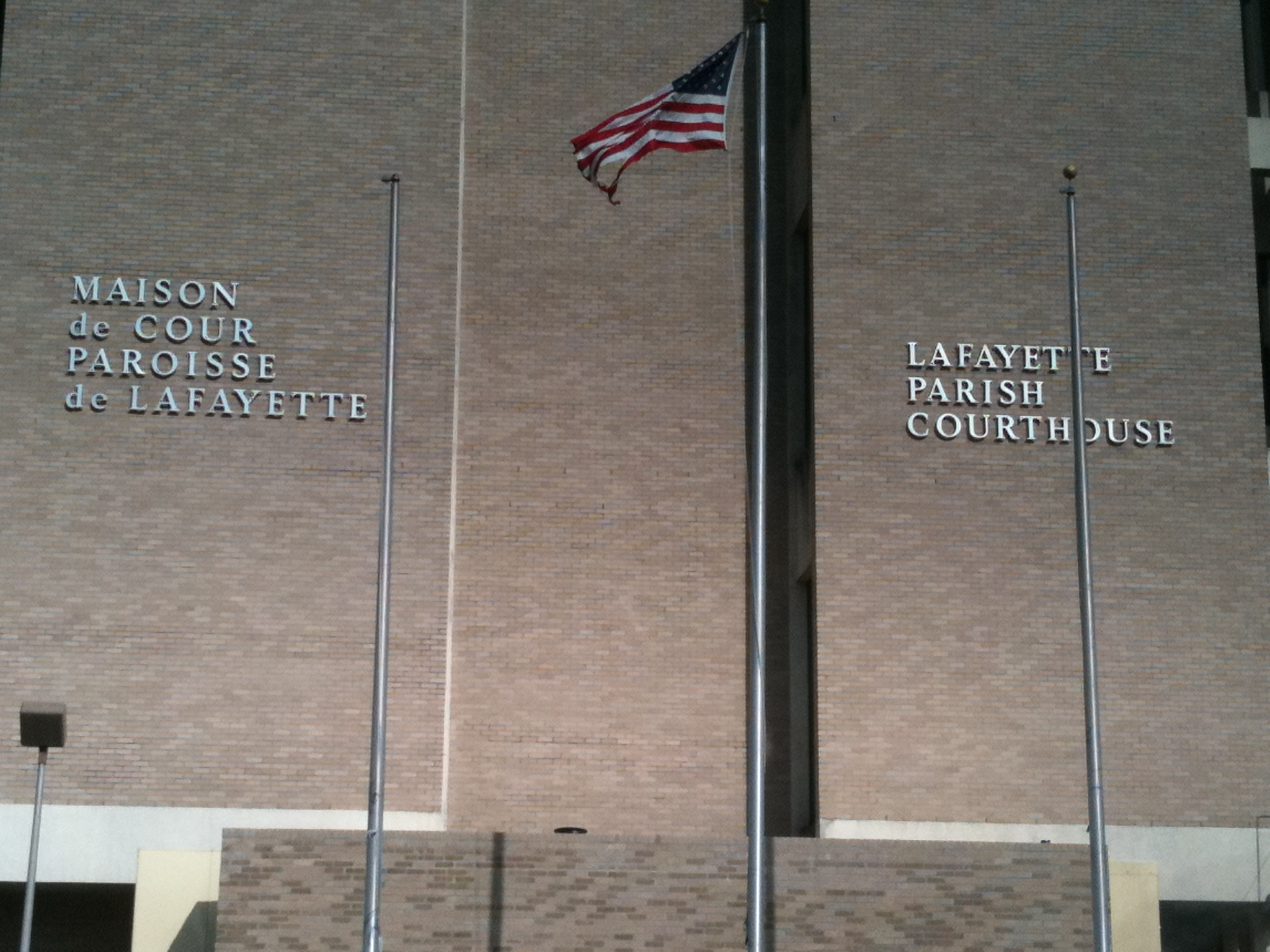
Maison de cour de la paroisse de Lafayette, en Louisiane.

Un palais de justice, appelé maison de cour en français louisianais, contient un tribunal ou autre juridiction, son administration et divers services liés au droit.

## Histoire

### En France
Au XIIIᵉ siècle, le roi Louis IX, connu sous le nom de Saint-Louis, rendait la Justice sous un chêne. 
Avec le temps, les troncs d’arbres ont laissé la place aux colonnes qui ont progressivement investi l’architecture des palais de justice.
Au Moyen-Âge, naquit le premier tribunal. À cette époque, les audiences avaient lieu dans les lieux publics des villes.
À partir du XVIIe siècle, les architectes ont commencé à construire les palais de Justice en s’inspirant des modèles de l’Antiquité : fronton, grands escaliers, rangées de colonnes… Leur objectif était de concevoir des édifices imposants afin de souligner l’inébranlable pouvoir de la Justice.
De nos jours, les architectes cherchent à véhiculer une image de la Justice tournée vers la transparence et l’ouverture. Dorénavant, les palais de justice sont bâtis pour être à la fois esthétiques, accessibles et pratiques, dans le but d’accueillir le personnel judiciaire mais également les justiciables. De plus, ils sont construits dans les centres des villes afin d'être au plus près des populations. Par exemple, l'architecture du Tribunal judiciaire de Paris s'inscrit dans cette tendance architecturale.

#### Réorganisation
Le 1er janvier 2020, les tribunaux d'instance et de grande instance fusionnent. Les tribunaux  d’instance et de grande instance situés dans une même ville sont regroupés en une juridiction unique : le Tribunal judiciaire. Et le tribunal d’instance situé dans une commune différente d’un tribunal de grande instance devient une chambre détachée de ce tribunal judiciaire, appelée Tribunal de proximité.

## Liste de palais de justice

### Belgique
- Palais de justice de Bruxelles
- Palais des Princes-Évêques de Liège

### Cameroun
- Palais de justice de Douala

### Canada
- Palais de justice et prison du canton d'Argyle
- Palais de justice du comté de Charlotte
- Palais de justice d'Halifax
- Palais de justice de Moose Jaw
- Palais de justice de Saint-Jean de Terre-Neuve

#### Québec
- Palais de justice de Joliette
- Palais de justice de Montréal
- Palais de justice de Québec

### Colombie
- Palais de justice de Colombie

### États-Unis
Chaque comté des États-Unis possède son palais de justice, situé au siège du comté. Il y a ainsi, par exemple :
- Palais de justice du comté de Custer, à Custer dans le Dakota du Sud.
- Palais de justice du district de Kohala, à Kapa'au (en) sur l'ile d'Hawaï

### France
- Palais de justice d'Aix-en-Provence
- Palais de justice d'Angers
- Palais de justice d’Auxerre
- Palais de justice de Basse-Terre
- Palais de justice de Baugé
- Palais de justice de Besançon
- Palais de justice de Blois
- Palais de justice de Bordeaux
- Palais de justice de Caen
- Palais de justice de Créteil
- Palais de justice de Douai
- Palais de justice d'Espalion
- Palais de justice de Grenoble
- Palais de justice de Fort-de-France
- Palais de justice du Havre
- Palais de justice de Laval
- Palais de justice de Lille
- Palais de justice de Lyon
- Palais de justice de Marseille
- Palais de justice de Metz
- Palais de justice de Mont-de-Marsan
- Palais de justice de Montpellier
- Palais de justice de Nantes
- Palais de justice de Nevers
- Palais de justice de Nîmes
- Palais de justice d'Orléans
- Palais de justice de Paris
- Palais de justice de Périgueux
- Palais de justice de Poitiers
- Palais de justice de Pontoise
- Palais de justice de Rennes
- Palais de justice de La Roche-sur-Yon
- Palais de justice de Rouen
- Palais de justice de Saintes
- Palais de justice de Strasbourg
- Palais de justice de Toulouse
- Palais de justice de Tours
- Palais de justice de Vesoul

### Italie
- Palais de justice de Rome
- Palais de justice de Trieste

### Pérou
- Palais de justice de Lima

### Portugal
- Palais de justice de Porto

### Roumanie
- Palais de justice de Bucarest

### Serbie
- Palais de justice de Zrenjanin

### Suisse
- Palais de justice de Montbenon
- Siège du Tribunal fédéral suisse